# زودگیرکننده
زودگیرکننده‌ها یا مواد افزودنی تسریع‌کننده بتن یکی از انواع افزودنی‌های شیمیایی بتن طبق آیین‌نامه بتن ایران (آبا) است.
این مواد جهت افزایش سرعت فرآیند آب‌گیری در بتن استفاده می‌شوند.معروفترین زودگیرکننده‌ها کلرید کلسیم، کربنات سدیم و ترکیبات آلومینات هستند. باعث افزایش سرعت گیرش بتن در مناطقی که در اثر سرمای زیاد امکان یخ بستن آب بتن را در بر دارد. از مواد افزودنی زودگیرکننده‌ بتن در محل‌هایی که به دلیل کم بودن تعداد قالب، نیاز به باز کردن سریع قالب داشته باشند استفاده می‌شود.

## کاربرد
- افزایش سرعت گیرش بتن
- در مناطقی که به دلیل سرمای شدید امکان یخ بستن آب بتن وجود دارد.
- محل‌های که بدیل کمبود تعداد قالب، نیاز به باز کردن سریع قالب باشد.

## انواع
1. زودگیرکننده
2. زودگیرکننده و کاهنده معمولی آب